# Aganonerion
Aganonerion es un género monotípico de fanerógamas de la familia Apocynaceae. Contiene únicamente la especie: Aganonerion polymorphum Pierre que es originaria de Indochina.

## Usos
Se utiliza como planta medicinal y como alimento, apareciendo por ejemplo en una variedad de la sopa vietnamita llamado canh chua. 
Es un tipo de liana con hojas comestibles, frutas ácidas. Los tallos se utilizan para cuerdas.

## Taxonomía
El género fue descrito por Spire y A.Spire y publicado en Le Caoutchouc en Indo-Chine 43. 1906.